# 翁科爾山脈

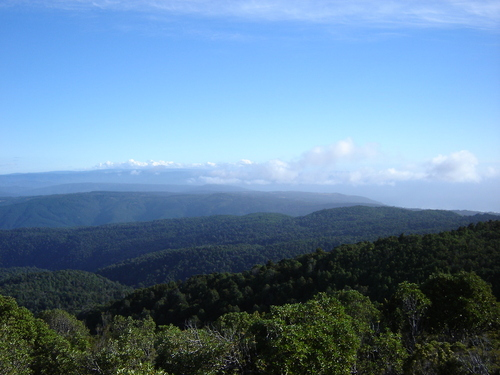

40°4′S 73°25′W / 40.067°S 73.417°W
翁科爾山脈（西班牙語：Cordillera del Mahuidanche），是智利的山脈，位於該國南部河大區，最高點是海拔高度715米的翁科爾山，山體在石炭紀時期形成，該地區的溫帶雨林佔地4,000平方公里。